# コガネグモダマシ
コガネグモダマシ(Larinia argiopiformis Bösenberg & strand, 1986)はコガネグモ科のクモの1種。腹部が縦に細長くなっている。

## 特徴
細長い体型のクモ。体長は雌で7.0～10.5mm、雄では6.0～7.0mm。背甲は黄褐色で、細長くて頸溝が明瞭に見られ、また中窩は縦向きで深い。腹部は細長くて前端が尖っており、地色が黄褐色、腹部には正中線沿いに明るい色の帯があり、その両側の部分に二本の褐色の縦の条線が入るのが標準的な形だが変異が多く、他に中央の黄褐色部の中心に正中線沿いの褐色の条紋が出るもの、両側の二本の条線に黒い斑紋が入る例などもある。腹部の下面は中央が白く、縁沿いは黒くなっている。歩脚は黄色で刺が多く、また刺の基部には褐色の小さな斑紋がある。

## 分布
日本では北海道から本州、四国、九州と伊豆諸島、トカラ列島、それに沖縄諸島から知られ、国外ではロシアの極東域、中国、韓国から知られる。

## 生態など
平地から山地の草原に見られる。草原や水田、河原、湿地、海岸などの草の間に垂直円網を張る。昼間は葉裏に隠れており、夕方から網を張り、明け方には壊す。網を張っているときはクモは網の中央に定位する。成体は4～9月に見られ、産卵期は5～6月で、イネ科植物の葉を折り曲げたところに白い卵嚢を作り、親が保護する。

## 分類など
本種を含むコガネグモダマシ属のものはその細長い体型が独特で、コガネグモ科のものの多くが前が幅広い三角形に近い形から楕円形の腹部をしている中では容易に見分けがつく。なお、和名はコガネグモに似て非なるもの、の意味に捉えられるが、コガネグモ属とはほぼ似ていない。
世界には本属のクモは50種ほどが知られており、日本では本種を含んで7種が知られる。それらはおおむね背甲や胸板、それに腹部などの体色や斑紋で区別出来るものであるが、生殖器を確認した方が確かのようである。